# Pat Richards
Pat Richards (* 27. Februar 1982 in Sydney) ist ein australischer Rugby-League-Spieler irischer Abstammung. Er spielt in der Super League für die Dragons Catalans.
Richards begann seine Karriere in der NRL bei den Parramatta Eels. Danach wechselte er zu den Wests Tigers, mit denen er 2005 die NRL gewann. Nach dem Gewinn der NRL mit den Tigers wechselte er in die Super League zu den Wigan Warriors, für die er die nächsten acht Saisons lang spielte. Mit ihnen gewann er 2010 und 2013 die Super League sowie 2011 und 2013 den Challenge Cup. In der Zeit gewann er auch den Man of Steel Award und die Albert Goldthorpe Medal. Nach 2013 wechselte er wieder zu den Wests Tigers, bevor er nach Ende der Saison 2015 von den Dragons Catalans unter Vertrag genommen wurde.

## Karriere
Richards wurde in Liverpool, einem Teil von Greater Western Sydney als Sohn irischer Eltern geboren. Er ging auf die St Therese Primary School und die Westfields Sport High School und spielte Rugby für einen Juniorenverein aus Cabramatta, einem südwestlichen Vorort von Sydney.

### Australien
Richards spielte ab 2000 für die Parramatta Eels. Als die Eels es 2001 ins NRL Grand Final schafften, konnte er allerdings aufgrund eines gebrochenen Beins nicht daran teilnehmen. Nach Ende der Saison 2003 wechselte er zu den Wests Tigers.
2005 legte er 20 Versuche für die Tigers, was einen Vereinsrekord darstellte und schaffte es mit ihnen ins NRL Grand Final gegen die North Queensland Cowboys, an dem er trotz einer Sprunggelenkverletzung teilnahm. Die Tigers gewannen das Spiel 30:16, wobei er einen Versuch legte.

### England
Im Juni 2005 unterschrieb Richards einen Zweijahresvertrag bei den Wigan Warriors. Richards hatte dabei den Vorteil, dass er aufgrund seines irischen Reisepasses nicht als Überseespieler gewertet wird und damit nicht unter eine Regelung fällt, die besagt, dass eine Super-League-Mannschaft maximal 5 Überseespieler in ihrem Kader haben darf.
Obwohl er normalerweise als Außendreiviertel spielte, spielte er anfangs als Innendreiviertel, wofür Wigans Trainer Ian Millward stark kritisiert wurde. Er absolvierte 25 Spiele, in denen er 12 Versuche legte und 12 Erhöhungen und Straftritte kickte. Nach Ende der Saison 2006 beendete der Außendreiviertel Brett Dallas seine Karriere, was es Richards ermöglichte, wieder auf seiner üblichen Position als Außendreiviertel zu spielen. Zudem wurde er der erste Kicker für Erhöhungen und Straftritte, nachdem die Kicker Michael Dobson, Danny Orr und Wayne Godwin Wigan nach Ende der Saison 2006 verließen. Obwohl er vorher noch nie als standardmäßiger Kicker gespielt hatte, fand er sich schnell in dieser Rolle zurecht. Er absolvierte 27 Spiele, in denen er 14 Versuche legte, 103 Kicks kickte und viermal zum Man of the Match gewählt wurde. Allerdings wechselte er nach der Hälfte der Saison auf die Position des Schlussmanns, da Michael Withers seine Karriere beendete.
Am 21. September 2007 trafen die Warriors im ersten Ausscheidungsplayoff auf die Bradford Bulls. Nachdem die Warriors zwischendurch 6:30 zurücklagen, starteten sie eine Aufholjagd, die mit einem Dropgoal von Richards endete, das zum Endergebnis von 31:30 führte. 2008 legte er 19 Versuche und erzielte insgesamt 307 Punkte, was ihn zum zweiten Mal in Folge zum Super-League-Spieler mit den meisten Punkten machte. Zudem erneuerte er seinen Vertrag bei den Warriors um drei Jahre. Im Oktober 2008 nahm er mit Irland an der Rugby-League-Weltmeisterschaft teil. In Irlands 34:16-Sieg über Samoa legte er drei Versuche und erzielte insgesamt 22 von den 34 Punkten. 2009 nahm er mit Irland am European Cup teil.
Richards war der erste australische Spieler, der mehr als 1000 Punkte für die Warriors erzielte. Am 27. Februar 2010 legte er in einem Spiel gegen die Dragons Catalans fünf Versuche und kickte 9 Kicks, was mit 38 Punkten in einem Spiel einen Rekord für einen Wigan-Spieler in der Super League darstellte.
Am 3. September 2010 erzielte Richards in einem Spiel gegen die Bradford Bulls 14 Punkte, womit er Andrew Farrells Rekord von 388 Punkten in einer Saison brach. In der gesamten Saison erzielte er 462 Punkte und gewann am 27. September 2010 den Man of Steel Award. Zudem gewann er zusammen mit Sam Tomkins die Albert Goldthorpe Medal und am 2. Oktober mit Wigan das Super League Grand Final gegen St Helens mit 22:10.
Der Start der Saison 2011 verzögerte sich für Richards aufgrund einer Achillessehnenverletzung, die er sich im Grand Final 2010 zugezogen hatte. Sein erstes Spiel war in Runde 9 gegen die Dragons Catalans. Am 10. Juni nahm er mit den Exiles an einem International-Origin-Spiel gegen England teil. Am 27. August gewann Wigan das Challenge-Cup-Finale gegen die Leeds Rhinos 28:18, wobei Richards vier Erhöhungen kickte.
Am 26. April 2013 unterschrieb er einen Zweijahresvertrag bei den Wests Tigers. In seiner letzten Saison bei den Warriors gewann er das Super League Grand Final, in dem er einen Versuch legte und das Challenge-Cup-Finale, in dem er zwei Erhöhungen und zwei Straftritte kickte.

### Rückkehr nach Australien
Bereits in seinem ersten Spiel für die Tigers erzielte er 12 Punkte. In seinem zweiten Spiel legte er zwei Versuche und kickte 7 Kicks. Er beendete die Saison als Spieler mit den meisten Versuchen und Punkten.
2015 absolvierte er in Runde 5 sein 100. NRL-Spiel, in dem er einen Versuch legte. Insgesamt erzielte er in den ersten acht Runden 77 Punkte (8 Versuche, 22 Erhöhungen/Straftritte und ein Dropgoal). Sowohl in der Liste der Spieler mit den meisten Versuchen als auch in der Liste der Spieler mit den meisten Punkten war er nach Saisonende auf Platz 3.
Im Juli 2015 wurde bekanntgegeben, dass Richards nach Ende der Saison zu den Dragons Catalans wechseln würde, mit denen er einen Zweijahresvertrag unterschrieben hatte.